# Breves (ort)
Breves är en ort i Brasilien.   Den ligger i kommunen Breves och delstaten Pará, i den nordöstra delen av landet, 1 600 km norr om huvudstaden Brasília. Breves ligger 7 meter över havet och antalet invånare är 46 473. Den ligger på ön Ilha de Marajó.
Terrängen runt Breves är mycket platt. Det finns inga andra samhällen i närheten.
I omgivningarna runt Breves växer i huvudsak städsegrön lövskog. Runt Breves är det ganska glesbefolkat, med 28 invånare per kvadratkilometer.